# Летни младежки олимпийски игри 2018
Летните младежки олимпийски игри 2018 се провеждат от 6 до 18 октомври 2018 г. в Буенос Айрес, Аржентина.